# پدی لین (بازیکن فوتبال)
پدی لین (انگلیسی: Paddy Lane؛ زادهٔ ۱۸ فوریهٔ ۲۰۰۱) بازیکن فوتبال است.
وی همچنین در تیم‌های ملی فوتبال زیر ۲۱ سال ایرلند شمالی و ایرلند شمالی بازی کرده‌است.